# Una última y nos vamos
Una última y nos vamos es una película mexicana de 2015. Dirigida por Noé Santillán López con un guion de César Rodríguez y Mauricio Argüelles, se filmó en locaciones de Arandas, Jalisco y Ciudad de México.

## Trama
El mariachi Tierras Rojas abandona su pueblo por primera vez para participar en un concurso en la Ciudad de México. Los problemas inician cuando descubren que requieren un octavo integrante para poder participar, por lo que deciden integrar un joven rockero que dotará el viaje de una enorme intensidad.

## Reparto
- Héctor Bonilla como Picho
- José Sefami como Gaspar
- Hernán Mendoza como Aurelio
- Martha Higareda como Flor[6]
- Roberto Medina como Marcial
- César Rodríguez Vargas como Chelupe
- Mauricio Argüelles como Virginio
- Alejandro Calva como el oficial Reyes
- Silverio Palacios como Don Artemio
- Mariana Treviño como Hilda
- Ernesto Loera como Joaquin
- Oliver Nava como Martin
- Amorita Rasgado como Marthita
- Claudia Bollat como Carmela
- Gabriel Chávez como maestro de Ceremonias
- Jose Alfredo Jimenez Jr. como el Juez
- Elena Beltran como Juez
- Jaime Almeida como el Juez
- José Luis Cordero como Clandestino
- Martha Cervantes como Consuelo
- Andrea Lagunes como Azalea
- Carlos Macias como Nirvino
- Veronica Falcón como Casilda
- Ramon Alvarez como Borrachito
- Rodrigo Santacruz como el organizador
- John Duran como Chambelan
- Nuria Blanco como bailarina
- Michelle Bress como esposa del presidente
- Hannia como cantante Bajio
- Rafael Negrete como cantante Espuela Dorada
- Gabriel Navarro como cantante
- Cortéz Amparo como doña Conchita
- Santiago Argüelles como Calaca
- Iván Arriaga como Vampiro
- Mariachi Sol Azteca como mariachi Espuela Dorada

## Premios
2015 Diosa de Plata (PECIME) a:
- Mejor Papel de Cuadro Femenino (Mariana Treviño)
- Mejor Revelación Masculina (Juan Pablo Campa)